# Экштейн, Эшли
Мари́я Э́шли Экште́йн (англ. Maria Ashley Eckstein), в девичестве — Дрейн (англ. Drane; 22 сентября 1981, Луисвилл, Кентукки, США) — американская актриса и певица.

## Биография
Мария Эшли Экштейн (девичья фамилия Дрейн) родилась 22 сентября 1981 года в Луисвилле, штат Кентукки, США в семье Тони и Шэрон Дрейн, а выросла в Орландо, штат Флорида. У Эшли есть трое братьев и сестёр: Майкл Дрейн, Тара Дрейн и Тейлор Дрейн.

## Карьера
Эшли дебютировала в кино в 2001 году, сыграв роль Лизы Россбах в эпизоде «Мера мужчины» телесериала «Военно-юридическая служба». В 2004 году Экштейн сыграла роль Сьюзан в телесериале «Дрейк и Джош».
Также Эшли является певицей и в 2012 году она исполнила песню «A Little Bit of Food» в мультфильме «София Первая: Однажды принцесса», в котором она также озвучила голубую птичку Мию. 
Озвучила Асоку Тано в мультсериалах «Звездные войны: Войны клонов», «Звёздные войны: Повстанцы», «Звёздные войны: Силы Судьбы» и играх на их основе, за что получила две премии «Behind the Voice Actors Awards».
Озвучила аудиокнигу «Асока» Эмили Кейт Джонстон.

## Личная жизнь
С 26 ноября 2005 года Эшли замужем за бейсболистом Дэвидом Экштейном (род.1975), с которым она встречалась 2 года до их свадьбы.

## Избранная фильмография
| Год       |    | Русское название                  | Оригинальное название            | Роль               |
| --------- | -- | --------------------------------- | -------------------------------- | ------------------ |
| 2001      | с  | Военно-юридическая служба         | JAG                              | Лиза Россбах       |
| 2003      | с  | Шоу 70-х                          | That '70s Show                   | Джули              |
| 2004      | с  | Дрейк и Джош                      | Drake & Josh                     | Сьюзан             |
| 2004      | с  | Сильное лекарство                 | Strong Medicine                  | Бекка              |
| 2006      | с  | Фил из будущего                   | Phil of the Future               | Грэйс              |
| 2008—2014 | мс | Звездные войны: Войны клонов      | Star Wars: The Clone Wars        | Асока Тано         |
| 2013—2017 | мс | София Прекрасная                  | Sofia the First                  | голубая птичка Миа |
| 2014—2016 | мс | Звёздные войны: Повстанцы         | Star Wars Rebels                 | Асока Тано         |
| 2014—2017 | мс | Совершенный Человек-паук          | Ultimate Spider-Man              | Дэггер             |
| 2017      | мс | Звёздные войны: Силы Судьбы       | Star Wars Force of Destiny       | Асока Тано         |
| 2019      | ф  | Звёздные войны: Скайуокер. Восход | Star Wars: The Rise of Skywalker | Асока Тано         |